# 同時代ゲーム
『同時代ゲーム』（どうじだいゲーム）は、1979年（昭和54年）に出版された大江健三郎の長編小説。書簡体形式で進行する小説であり、原稿用紙1,000枚を超える大作である。

## 概要
新潮社より「純文学書下ろし特別作品」シリーズの一冊として出版され、函には以下のような著者のメッセージが記された。
「古代から現代にいたる神話と歴史を、ひとつの夢の環にとじこめるように描く。場所は大きい森のなかの村だが、そこは国家でもあり、それを超えて小宇宙でもある。創造者であり破壊者である巨人が、あらゆる局面に立ちあっている。
語り手がそれを妹に書く手紙の、語りの情熱のみをリアリティーの保証とする。僕はそうした方法的な意図からはじめたが、しかしもっとも懐かしい小説となったと思う。　著者」
文化人類学者の山口昌男の著作、特に『文化と両義性』、そして当時、山口らが日本に新しく紹介していたミハイル・バフチンなどの文化理論の影響を受けている。大江はこのことについて、必ずしも肯定的にのみ捉えておらず、後年のインタビューで「新しい文学理論や文化理論に夢中になっていて、自分が本を読んで面白いと思ったことを自分の本に書くという、閉じた回路に入っていた」「自分と海外のある作家たち、理論家たちとの間に、思い込みじみた通路を開いて、誰より書いている自分が愉しんでいる小説」であると述べている。
大江は、新潮社の「純文学書下ろし特別作品」シリーズで『個人的な体験』『洪水はわが魂に及び』と本作『同時代ゲーム』を発表して、いずれの作品もハードカヴァーで10万部を超えるベストセラーとなっている。しかし講演会などの機会に読者と直に会って話すと、本作は「どうも読者にうまく通じていない、理解されていない」という感触を受けたという。『同時代ゲーム」の世界をどう読者に届けるかということがテーマとなり、短編集『いかに木を殺すか』。『M/Tと森のフシギの物語』などの創作の試行錯誤が始まる。本作について「もっと（わかりやすく）別のかたちに書けば、私の読者との関係の、ありえたかもしれない回復のチャンスだったと思う」と考えると同時に、「しかし、あのかたちでの『同時代ゲーム』があって、それ以後の私の文学があった。読者は失ったが、私は狭い場所の作家としては生き延び（た）」とも考えているという。また、「しかし私の好きな作家たちは皆、グラスにしろリョサにしろ、ああした大盤振る舞いのような大作の仕事に入っていたんですよ。私も落着いてはいられませんでした。血気にはやるというか（笑）」とも述べている。

## 表題
『同時代ゲーム』という表題について、単行本に封入された加賀乙彦との対談「現代文明を諷刺する」において大江本人は以下の様に述べている。
「誤解をおそれずに言えば、共同の無意識の中の原点にあって、外側からみると歪んでいるけれども、中にいる者にとってみれば、過去も未来も含めて、全体が一挙に見渡し得るような、時間×空間のユニットを組み立てたかったわけです。僕は、小説を書くことは、同時代についてのそのようなゲームを組み立てることじゃないかと思う。そのようにして全世界の自分のモデルを作ること。そこで『同時代ゲーム』というタイトルは、僕には「小説」というタイトルにひとしいわけですね。」

## あらすじ
語り手である主人公はメキシコの大学に在籍する講師である。メキシコ滞在中に、神主だった父親の仕事「村=国家=小宇宙」の神話や歴史を書くことを受け継ぐ決意をする。
主人公の故郷である「村=国家=小宇宙」は徳川期に権力から逃れた脱藩者により四国の山奥に創建された。明治維新以後「村=国家=小宇宙」は大日本帝国の版図に組み込まれるが、租税や徴兵に抵抗するため「二重戸籍」の仕組みを持っていた。しかしこの仕組みが露見する。大日本帝国は軍隊を派遣し「五十日戦争」の火蓋が切られた……。創建以来「村=国家=小宇宙」はどう発展したのか？　藩権力にどう対峙したのか？　大日本帝国を相手にどうやって戦ったのか？　そして主人公の一族の歴史はどうだったのか？
語り手から双子の妹に対する手紙という形式で奇想に満ちた神話や歴史が綴られる。

## 主要登場人物
僕（露己）
本作の語り手。メキシコに日本文学講師として滞在している。父=神主から「村=国家=小宇宙」の神話や歴史の知識のスパルタ教育を受け、歴史学を勉強するために東京の大学に進学する。新左翼運動に関わり鉄パイプ爆弾の製造を担当するが闘争を放棄。メキシコに赴任する。
妹（露巳）
語り手の双子の妹。「壊す人」の巫女として育てられる。性的な魅力を持つ。ロミと改名し、地方のキャバレーから銀座にまで上り詰め、米大統領と知り合い「村=国家=小宇宙」の独立を訴える。その後、重症の癌患者だとされ 、瀬戸内海に身投げして行方不明になる。これはC・ I・Aの尾行をまくためであり「村=国家=小宇宙」に舞い戻る。
壊す人
幕藩体制下に脱藩して川を遡行し、時を古代まで遡りながら山奥に辿り着き「村=国家=小宇宙」を創建した。伝説上、百歳を越えて生き巨人化したとされる。圧政を疎まれ、人びとに毒殺され、死体の肉片を食べられてしまう。その後も死と再生を繰り返す。人びとの夢の中にあらわれ「五十日戦争」の作戦を教示する。キノコほどに縮んで冬眠していたところ僕の妹に発見されて犬ほどの大きさにまで育てられる。
オシコメ
伝説上の「大怪音」に端を発する「復古運動」の女性指導者。大醜女。権力から失脚後、森のきわの「穴」に押しこめられて幽閉された。
亀井銘助
幕末、第一回目の一揆において藩との調停役を果たした。後に二回目の一揆を主導した後に、京へ逃れ「村=国家=小宇宙」は古来、天皇の直属地であると主張して帰還するが、藩に捕らえられて獄死する。後世、暗がりの神メイスケサンとして祀られる。
原重治
「村=国家=小宇宙」の役場の助役。大逆事件の幸徳秋水ら処刑に抗議する電報を天皇に送ろうとして郵便局に握り潰される。その後、気が狂い、二重戸籍のからくりを密告する。後に「牛鬼」と呼ばれるようになる。
「無名大尉」
二重戸籍を正して大日本帝国に「村=国家=小宇宙」を組み入れる為に派兵された軍隊の指揮官。「五十日戦争」の終結日の翌日に首を縊る。
父=神主
日本海側のある地方に流れ着いたロシア人を祖父とする。「村=国家=小宇宙」の高所にある三島神社の神主として着任して神話や歴史を研究した。旅芸人の女性と結婚し、五人の子供をもうけた。
露一兵隊（露一）
語り手の長兄。徴兵されるも精神を病み、精神病院に25年間入院する。退院すると上京し、軍服を身に纏って蹶起する。皇居に向かい「村=国家=小宇宙」の独立を天皇に訴えようとするが捕らえられて再入院した後、死亡する。
露・女形（露二郎）
語り手の次兄。大阪・南でゲイ・バーを経営しながら、女形として新橋演舞場で舞踏リサイタルをひらくまでになる。「村=国家=小宇宙」出身の元外交官で国政に立候補予定の「先生」の愛人になる。モロッコで性転換手術を受けるが、不衛生な施術が原因で死亡する。
ツユトメサン（露留）
語り手の末弟。子供の頃から野球に全身全霊を捧げ、アメリカまでロサンゼルス・ドジャーズの入団テストを受けにいく。その後、日本で京阪セネタースに継投投手として入団するも、一回きりの登板で契約解除される。引退後に北海道に渡り、熊と誤認されて射殺される。
カーネーチャン
語り手の伯母。旅芸人。露・女形の支援者となる。
コーニーチャン
魚屋。戦後の闇商売で得た資金を元手にツユトメさんの支援者となる。
アポ爺とペリ爺
戦時中に「村=国家=小宇宙」に疎開してきた双子の天体力学の専門家。月の軌道の地球へのアポジー（遠地点）・ペリジー（近地点）に由来する。「村=国家=小宇宙」の神話や歴史に関心を持つ。父=神主の奇行を弁護するが父=神主に裏切られて憲兵隊にに逮捕されてしまう。

## 関連作品
『いかに木を殺すか』
『同時代ゲーム』が読者に十分に受け入れられていないという感触を持った大江は読者への架橋として、『同時代ゲーム』と対をなす長編『女族長とトリックスター』を構想し、草稿を1000枚強書き上げた。しかし、これを定稿に仕上げても、もう一つの『同時代ゲーム』ができるだけではないか、という懸念から長編をあきらめ、草稿を細かく切り分けて、それを批評的に乗り越える形で中編、短篇を仕上げた。これらは中短篇集『いかに木を殺すか』にまとめられた。大江はこれらを『同時代ゲーム』の補注の位置付けであると述べている。
『M/Tと森のフシギの物語』
同時代ゲームの内容を、語り方、文体を平易にして書き直したものである。MはMatriarch(女族長)、TはTrickster(トリックスター)を意味する。

## 逸話
晦渋なことで知られる本作品について、評論家の小林秀雄は軽口で、大江に対し「おれは二頁でやめたよ！」と言ったという。大江自身はこの作品を気に入っており、平易に書き直した『M/Tと森のフシギの物語』から「『同時代ゲーム』にたちかえってくれる批評家、読者が現れてくれればどんなに倖せだろう」と書いている。なおよく知られたこの小林の軽口については、大江自身が別の場所で「あれはニ十ページで閉口したよ」と言われたと記しており、最序盤で投げ出した事は恐らく事実だとしても、ページ数については小林または大江による韜晦が込められている。
一方で筒井康隆は本書の愛読者である。刊行時に上記の小林に象徴される酷評を受けたこの作品を評価すべく筒井が奔走し、1980年に設立されたのが日本SF大賞である。ただし審査において「第1回はSF作家の作品を」という声が優勢となり、実際に第1回の受賞作となったのは堀晃の『太陽風交点』であった。ここでは筒井の意志は果たせなかったが、第2回の同賞において大江、筒井と親交の深い井上ひさしの『吉里吉里人』が受賞に至ったことを意趣返しとしている。また1984年に本作と同じ新潮社「純文学書下ろし特別作品」として刊行した『虚航船団』は本作品のオマージュであり、同様に強い批判にさらされることとなった（筒井はそれらの批判に対し『虚航船団の逆襲』として再反論を果たしている）。

## 時評
作品発表時の時評として主なものに以下のものがある。
- 加賀乙彦「根源の遡行ー大江健三郎『同時代ゲーム』を読む」『新潮』1980年1月号
- 菅野昭正「ゲームの始め、ゲームの終わりー大江健三郎『同時代ゲーム』」『群像』1980年2月号
- 高野斗志美「自由をめぐる死と再生の物語ー大江健三郎著『同時代ゲーム』」『潮』1980年2月号
- 川西政明「『同時代ゲーム』論」『すばる』1980年3月号
- 菅野昭正・後藤明生・三田誠広「読書鼎談 大江健三郎（同時代ゲーム）」『文藝』1980年3月号
- 高橋康也「道化としての語り手の肖像ー『同時代ゲーム』を読むゲーム」『世界』1980年6月号
- 松本健一「<伝奇>に試みの破綻ー大江健三郎『同時代ゲーム』をめぐって」『文藝』1981年6月号

## 刊行
- 『同時代ゲーム』〈純文学書下ろし特別作品〉（1979年、新潮社）
- 『同時代ゲーム』〈新潮文庫〉（1984年、新潮社）
- 『大江健三郎小説5』（1996年、新潮社）
- 『大江健三郎全小説8』（2019年、講談社）